# Kathleen Rubins
Pour les articles homonymes, voir Rubins.
Kathleen Hallisey « Kate » Rubins, née le 14 octobre 1978 à Farmington au Connecticut, est une astronaute américaine. Après une formation en microbiologie où elle effectue des recherches sur l'HIV-1 au Salk Institute for Biological Studies, elle devient responsable de recherche à l'Institut Whitehead pour la recherche biomédicale. Elle étudie des virus infectieux touchant principalement l'Afrique tels qu'Ebola ou Lassa, et collabore avec l'Armée américaine pour le développement de traitements. En 2009 elle est sélectionnée par la NASA en tant que membre du groupe d'astronautes 20.
Elle s'envole le 7 juillet 2016 à bord de Soyouz MS-01 depuis le cosmodrome de Baïkonour au Kazakhstan pour sa première mission à bord de la station spatiale internationale (ISS). Elle y participe à de nombreuses expériences et réalise notamment le premier séquençage d'ADN depuis l'espace, ainsi que deux sorties extravéhiculaires (EVA). Elle rentre sur Terre le 30 octobre 2016 après 115 jours dans l'espace.
Elle décolle le 14 octobre 2020 à bord de Soyouz MS-17 pour sa deuxième mission à bord de l'ISS. Elle y poursuit ses recherches dans des domaines variés, comme la microbiologie et l'étude des tissus cardiovasculaires en micropesanteur. Elle réalise par ailleurs deux sorties extravéhiculaires pour la maintenance de la station puis retourne sur Terre le 17 avril 2021 après 185 jours dans l'espace.

## Formation
Kathleen Rubins est native de Farmington dans le Connecticut et elle grandit à Napa en Californie. Elle est diplômée de la Vintage High School (en) en 1996, puis obtient un Bachelor en science de biologie moléculaire de l'université de Californie à San Diego en 1999. Elle obtient ensuite un PhD en biologie du cancer de l'université Stanford du département médical de biochimie et du département de microbiologie et d'immunologie.

## Débuts professionnels
Elle a conduit ses recherches de premier cycle sur l'intégration du VIH au Salk Institute for Biological Studies dans le laboratoire des maladies infectieuses. Elle analyse ce mécanisme et étudie plusieurs inhibiteurs de l'intégrase du VIH de type 1, ainsi que des études pangénomiques des modes d'intégration du VIH dans l'ADN génomique de l'hôte. En collaboration avec le United States Army Medical Research Institute of Infectious Diseases (en) et les Centres pour le contrôle et la prévention des maladies, elle développe avec des collègues le premier modèle de l'infection de la variole. Elle accepte ensuite une position de responsable de la recherche à l'Institut Whitehead pour la recherche biomédicale au Massachusetts Institute of Technology à Cambridge au Massachusetts. Elle dirige alors une équipe de 14 chercheurs étudiant des maladies virales qui affectent principalement l'Afrique centrale et occidentale. Ses recherches se concentrent sur les poxvirus, l'interaction hôte-pathogène et les mécanismes viraux pour réguler la transcription, la traduction et la dégradation de l'ARNm des cellules hôtes. Elle conduit des recherches sur le transcriptome et le séquençage du génome des filovirus (virus Ebola et Marburg) et des arénavirus (virus de Lassa). Elle collabore également avec l'armée américaine afin de développer des traitements pour les virus Ebola et Lassa, et voyage en République démocratique du Congo pour conduire des recherches et superviser des études sur le terrain.
Au cours de sa carrière elle présente ses travaux de recherches à plusieurs conférences internationales et dans des revues scientifiques.

## Astronaute
En juillet 2009 elle est sélectionnée en tant qu'un des 9 membres américains du groupe d'astronautes 20 de la NASA. Elle apprend le fonctionnement des systèmes de la station spatiale internationale et de sa robotique, le pilotage d'avions T-38 Talon et la survie en milieu sauvage et aquatique. Elle est également formée aux sorties extravéhiculaires. Le 9 décembre 2020 elle est nommée en tant qu'une des 18 membres de l'Artemis Team, la rendant éligible à une mission du programme Artemis à destination de la Lune.

### Expéditions 48/49

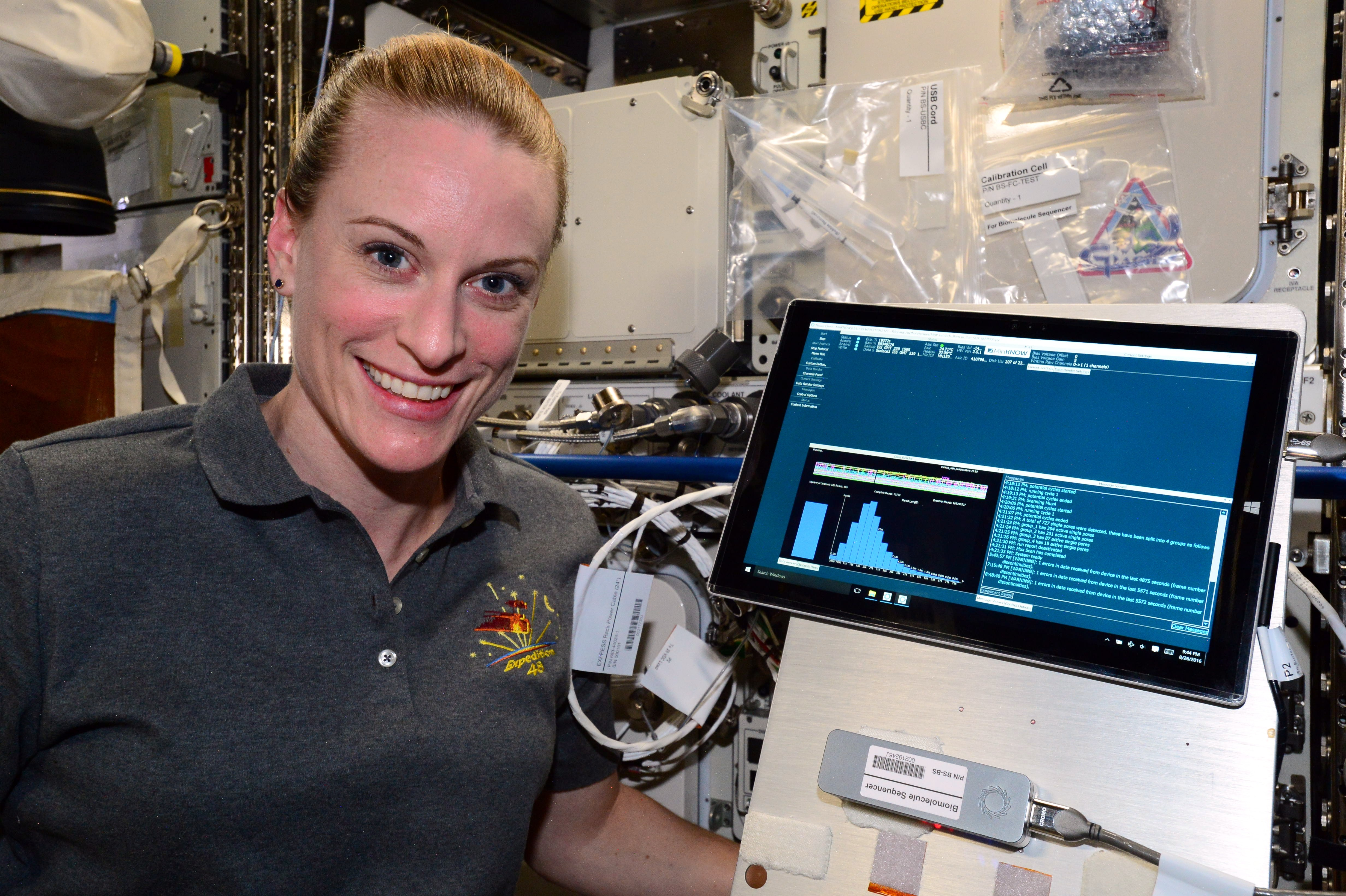
Kathleen Rubins après avoir réalisé le premier séquençage d'ADN depuis l'espace.

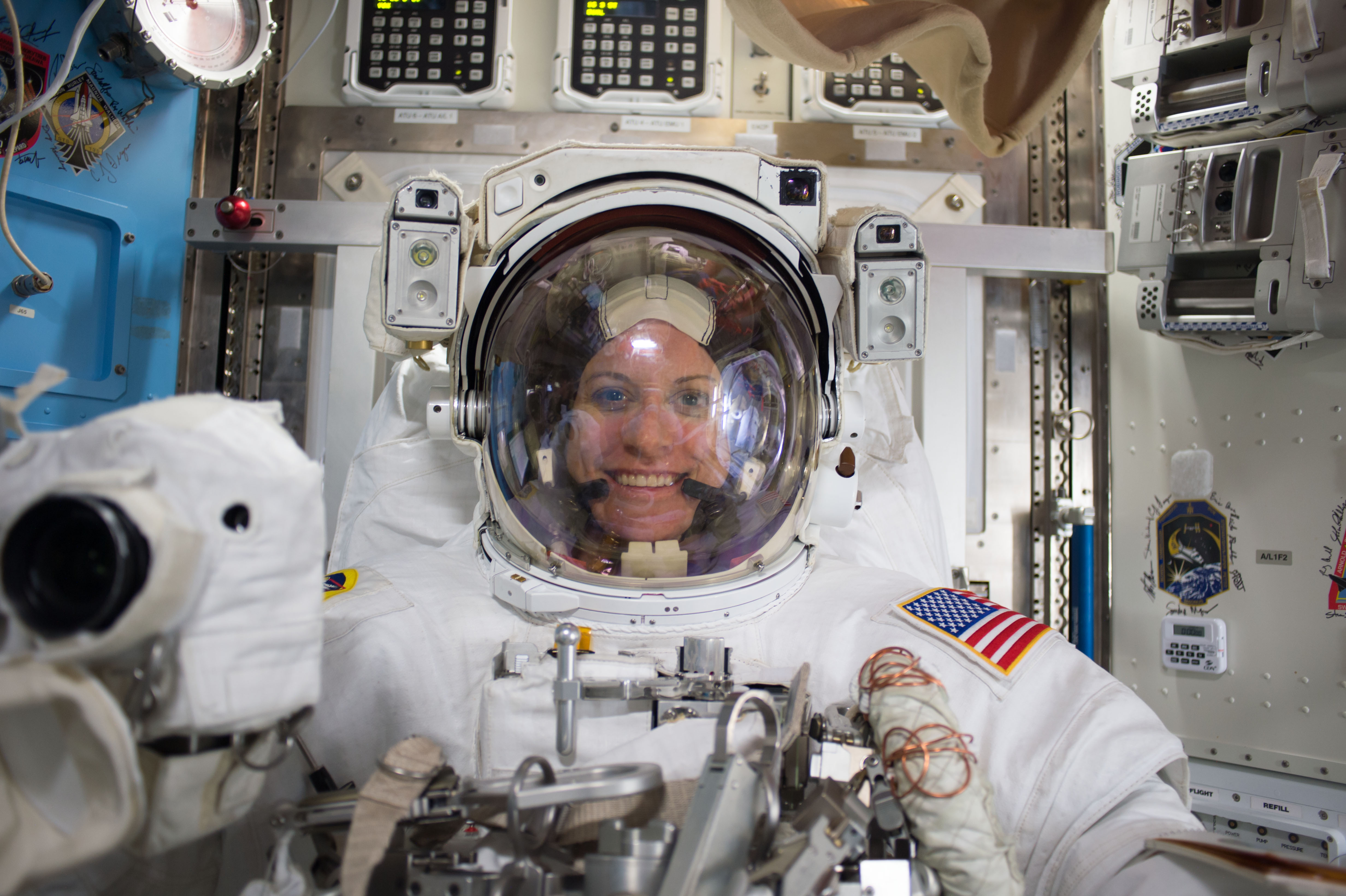
Kathleen Rubins avant sa première sortie spatiale pour aller installer l'International Docking Adapter-2.

Elle s'envole à bord de Soyouz MS-01 le 7 juillet 2016 depuis le cosmodrome de Baïkonour au Kazakhstan avec l'astronaute de la JAXA Takuya Onishi et le cosmonaute russe Anatoli Ivanichine pour une mission de longue durée à bord de la station spatiale internationale. Il s'agissait alors du premier vol de la version MS du vaisseau Soyouz. Au cours de sa mission l'équipage de la station réalise plus de 275 expériences scientifiques en biologie cellulaire et moléculaire, physiologie humaine, physique des fluides et de la combustion, science de la Terre et le développement de nouvelles technologies. Elle devient la première personne à séquencer de l'ADN depuis l'espace, soit un total de plus de 2 milliards de paires de base d'ADN. Elle réalise également des expériences de culture de cellule cardiaques, de PCR en temps réel et d'étude de microbiome.
Elle réalise également deux sorties extravéhiculaires (EVA) l'astronaute Jeffrey Williams sur les flancs de la station. La première a lieu le 19 août 2016 et dure 5 heures 58 minutes pendant lesquelles ils installent l'adaptateur d'amarrage international-2, un nouveau port d'amarrage pour les vaisseaux du programme d'équipage commercial. Durant la seconde qui a lieu le 1er septembre 2016 et dure 6 heures 48 minutes, ils rétractent un panneau radiateur, entretiennent le mécanisme d'orientation des panneaux solaires et installent de nouvelles caméras haute définition. Au cours de sa mission, elle capture un vaisseau cargo SpaceX Dragon à l'aide du bras robotique Canadarm 2 avec l'astronaute Jeffrey Williams puis un vaisseau Cygnus avec l'astronaute Takuya Onishi. Après avoir participé aux expéditions 48 et 49, elle rentre sur Terre le 30 octobre 2016 à bord de Soyouz MS-01 après 115 jours passés dans l'espace.

### Expéditions 63/64

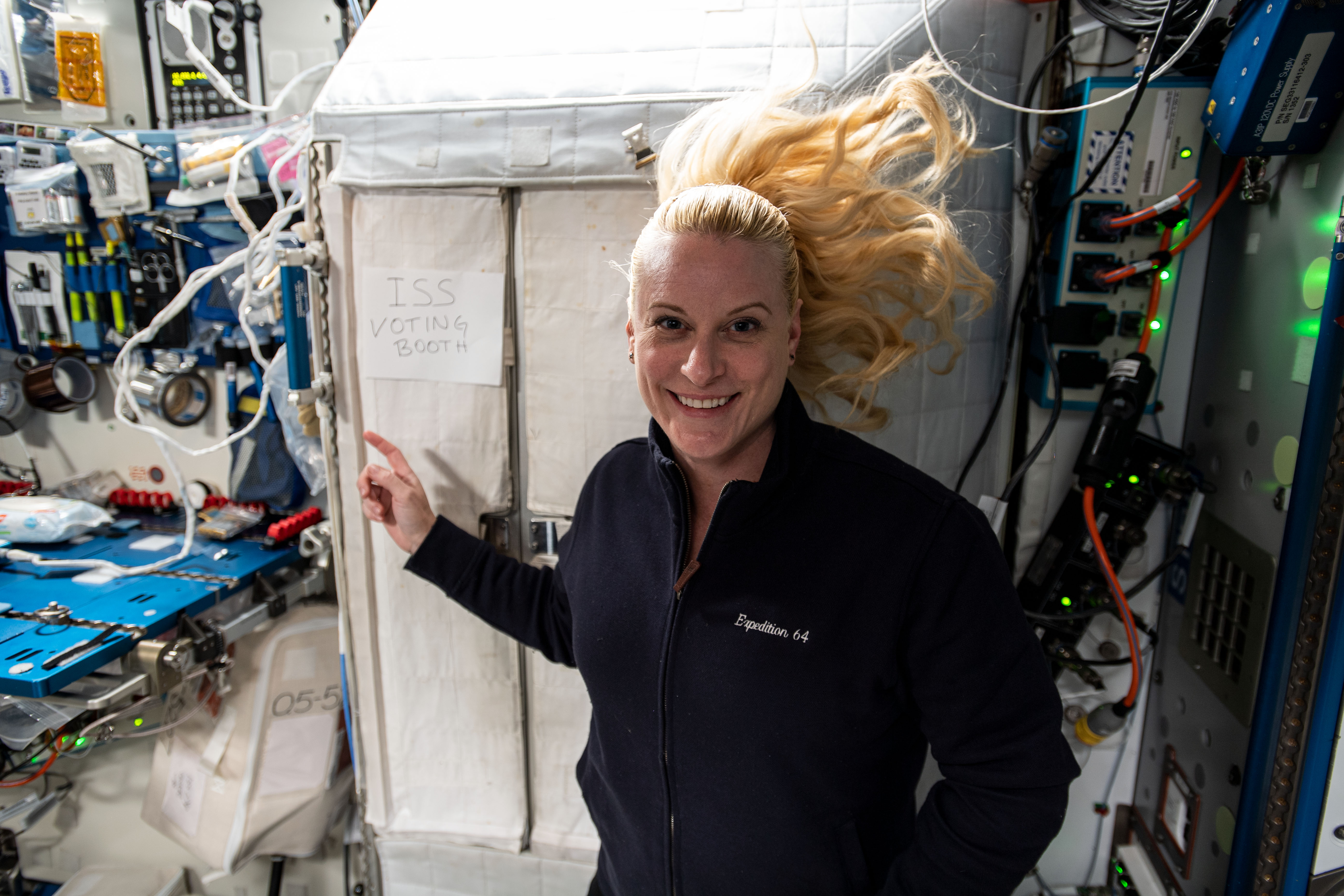
Kate Rubins désignant l'isoloir de la station spatiale lors des élections américaines de 2020.

Elle s'envole à bord de Soyouz MS-17 le 14 octobre 2020 depuis le cosmodrome de Baïkonour au Kazakhstan avec les cosmonautes russes Sergueï Ryjikov et Sergueï Koud-Skverchkov pour sa seconde mission, un séjour de 6 mois à bord de la station spatiale internationale. Durant son séjour elle passe des centaines d'heures à travailler sur des expériences à bord de la station en continuation de ses recherches conduites lors de sa première mission, notamment dans le domaine de la cardiologie et de la microbiologie. Elle poursuit également ses recherches dans le séquençage de l'ADN en micropesanteur, ce qui pourrait à l'avenir permettre aux astronautes de diagnostiquer des maladies ou d'identifier la présence de microbes dans la station. Elle travaille notamment sur l'expérience Cardinal Heart qui étudie comment les changements de pesanteur affectent les tissus et les cellules cardiovasculaires. Les résultats de cette expérience pourrait permettre de mieux comprendre les maladies cardiaques sur Terre, développer de nouveaux traitements et aider au dépistage des troubles cardiaques avant un vol spatial.

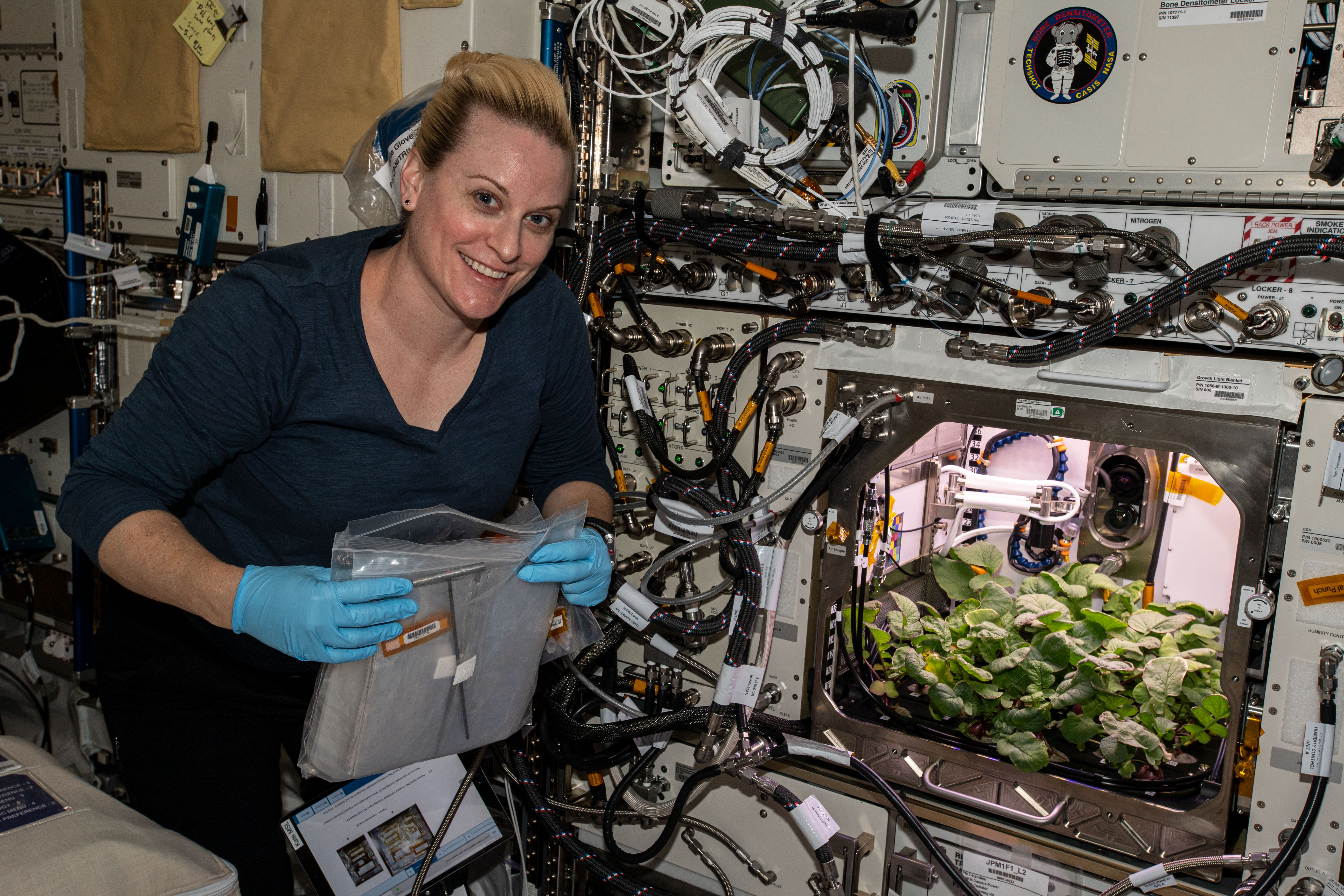
Kate Rubins devant une expérience cherchant à optimiser la pousse de radis en microgravité.

Par ailleurs elle participe à deux sorties extravéhiculaires (EVA), toutes deux dans le but d'installer des équipements en prévision de l'installation de nouveaux panneaux solaires, les iROSA ou ISS Roll Out Solar Array., sur l'ISS plus tard dans l'année. La première a lieu le 28 février 2021 en compagnie de Victor Glover et dure 7 heures 04 minutes, tandis que la seconde a lieu le 5 mars 2021 avec l'astronaute japonais Soichi Noguchi et dure 6 heures 56 minutes. Après avoir participé aux expéditions 63 et 64, elle rentre sur Terre le 17 avril 2021 après 185 jours passés dans l'espace.

## Vie privée
Elle apprécie la course, le cyclisme, la natation, le pilotage, la plongée et la lecture. Elle est mariée à Michael Magnani.

## Distinctions
Elle reçut plusieurs prix au cours de sa carrière dont :
- Order of Omega Honor Society Scholarship Award (1998)
- UCSD Emerging Leader of the Year (1998)
- Stanford Graduate Fellowship - Gabilan Fellow (2000)
- National Science Foundation Predoctoral Fellowship (2000)
- Popular Science’s Brilliant Ten (2009)